# Russische Badmintonföderationsmeisterschaft 2022
Die Russische Badmintonföderationsmeisterschaft 2022 wurde vom 5. bis zum 7. Oktober 2022 im Sportpalast Borisoglebsky in Ramenskoje ausgetragen. Sieger wurde das Team aus Tatarstan.

## Endstand
- 1. Tatarstan
- 2. Oblast Moskau
- 3. Moskau
- 3. Oblast Nischni Nowgorod
- 5. Baschkortostan
- 6. Sankt Petersburg
- 7. Oblast Saratow
- 8. Oblast Nowosibirsk
- 9. Oblast Leningrad
- 10. Region Primorje
- 11. Region Krasnodar
- 12. Oblast Samara
- 13. Oblast Kaluga